# ニューアーク方式
- 貸出券の利用者・図書館間の動きがわかる図
- ライセンス上問題のないゲイロード貸出機の写真

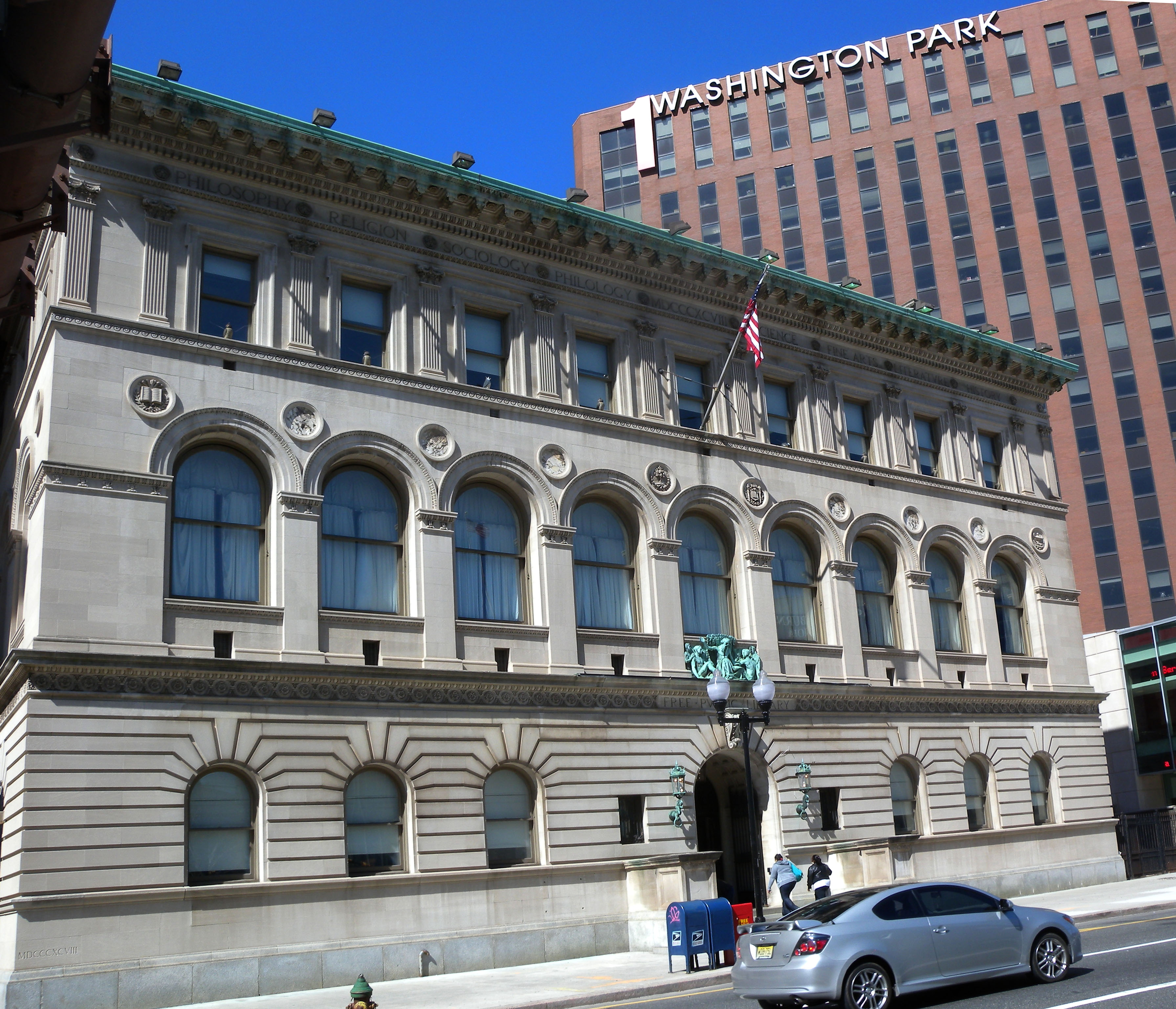
本方式考案者のデイナが館長として務めたニューアーク公共図書館
ニューアーク方式の名はこの図書館による

ニューアーク方式（ニューアークほうしき、英: Newark charging system）は、図書館における図書の貸出方式の一つ。アメリカ合衆国ニュージャージー州のニューアーク公共図書館の館長であったジョン・コットン・デイナ（1856年 - 1929年）が考案したとされており、ニューアーク方式の名はニューアーク公共図書館による。
本項では、ニューアーク方式と似た貸出方式で個人カードを併用するツーカード方式や、一部業務を機械に行わせるゲイロード方式についても述べる。

## 歴史
1900年頃にアメリカのニューアーク公共図書館の館長であったデイナが考案したとされており、アメリカでは本方式を導入する図書館が急速に増え、最も広く用いられた。
日本では第二次世界大戦後、連合国軍総司令部民間情報教育局によって開館されたCIE図書館が具体的な方法を示したことで、開架式の導入に合わせて多くの図書館が採用し、昭和40年代に最盛期を迎えた。また、日本図書館協会が1960年に発行した『図書館ハンドブック 増訂版』では、ブラウン方式を「他にブラウン方式があるが実用の点からいうとはるかにおとる」、その他貸出方式についても「機械化したものとして、Photo charging system その他があるが、わが国の図書館では、貸出記録の量からいって、これらの採用はまだ早い」と評しており、ニューアーク方式の採用を勧める記述がされていた。このようにして日本でも戦後の一時は急速に普及したが、ブックカードに利用者の貸出記録が残るため、利用者のプライバシーを守れないという欠点から、次第にブラウン方式へと転換された。

## 手続き
| デートスリップ（左）とブックポケット（右）。ブックポケットに日付を記す欄を設けて、デートスリップを兼ねることもある。 |  | デートスリップ（左）とブックポケット（右）。ブックポケットに日付を記す欄を設けて、デートスリップを兼ねることもある。 |
| デートスリップ（左）とブックポケット（右）。ブックポケットに日付を記す欄を設けて、デートスリップを兼ねることもある。 |  | |

ニューアーク方式を採用する日本の図書館で用いられるブックカードの例。
返却予定日とともに、一人ひとりに割り振られる番号（または氏名）を書く欄があるのが、ニューアーク方式におけるブックカードの特徴である。

貸出方式は図書館によって千差万別であり、全く同じ方式を採用している図書館は一つとして存在しないと言われているが、各種文献によれば概ね次のように貸出・返却・督促・予約業務がされていたようである。
予め、1冊の貸出図書につき請求番号・書名・著者名・図書の受入番号などが書き込まれたカード状のブックカード1枚、ブックカードを本に保持させるための上部が開かれた袋状のブックポケット、貸出図書の返却期限を貸出図書と関連付けて記入するためのデートスリップ、貸出券の4つを用意する。ブックポケットを図書の表紙裏（または裏表紙裏）に貼り付け、ブックポケットの中にブックカードを挿入する。デートスリップはブックポケットと向かい合うように見開きに貼り付け、貸出券は利用者の貸出申込に応じてあらかじめ発行する。
利用者は貸出を受ける時に図書と貸出券を図書館員へ提出する。図書館員は図書のブックポケットからブックカードを抜き出し、貸出券に記載されている氏名、もしくは登録番号を記入する。その後、ブックカード・デートスリップ・貸出券のすべてに返却期限日、または貸出日を押印し、ブックカードを返却日別の図書分類順、あるいは登録番号順に並べて保管する。本は利用者に貸し出す。
利用者から図書の返却を受けた時は、図書館員はデートスリップの返却日やブックカード記載の分類番号等を頼りにブックカードを探し、探し当てたブックカードに返却日を押印。ブックカードを図書のブックスリップへ戻す。
図書の延滞は図書館が保管するブックカードでわかり、ブックカードの情報を元に督促はがきなどを送付する。
予約方法は、図書の分類番号で予約図書のブックカードを探し、クリップで挟むなどして他のブックカードと見分けが付くようにすればよい。貸出者が返却に来た際に、予約者に連絡する。

### 利用者自身による貸出処理
以上が日本の文献で紹介される貸出処理だが、アメリカの文献では、図書館員が貸出手続きを行う“staff-charge”の他に、利用者自身が貸出手続きを行う“self-charge”の2種類が確認できる。staff-chargeは利用者情報の記入に人員を割かねばならないため、self-chargeよりも人件費がかかる。
self-chargeでの貸出手順は、利用者は図書のブックポケットからブックカードを取り出し、自身の氏名、もしくは登録番号、その他必要な情報を記入する。ブックカードへの記入が済んだら、図書とブックカードを図書館員へ提出し、返却期限日を図書、ブックカードの両方に押印してもらう。図書館員は必要に応じて身分証明を求め、問題なければ、ブックカードを返却期限日、もしくは利用者の電話番号順や図書の著者順に並べて保管する。

## 特徴
返却業務を後回しにできる、貸出時に行われる利用者番号の記入や日付印の押印といった作業は比較的速く行える、延滞している本のブックカードは収納容器の前 (または) 後ろに押し出されるため督促がしやすい、貸出制限を作らない等の長所を持つが、大量の貸出処理への対処が困難、図書の返却後もブックカードに貸出記録を残してしまうという問題を抱えており、利用者のプライバシーを守ることができない。また、貸出の度にブックカードへの記入を要し、混雑時などは誤記のおそれがある。

## 学校図書館におけるニューアーク方式
|                  | がくと | 日図協 |
| ---------------- | ------ | ------ |
| ニューアーク方式 | 62%    | 66%    |
| 個人カード式     | 25%    | 15%    |
| ブックカード式   | 7%     | 12%    |
| ブラウン方式     | 2%     | 6%     |

学校図書館における貸出方式は、「児童・生徒1人一人の図書の利用状況を把握すること指導に効果的である」とする思想が帳簿式からニューアーク方式への変更に影響を与え、宮雄司 1983, p. 19で「現在の学校図書館の貸出方式は，そのほとんどがニュアーク式」と記されるまでとなった。前述のとおり、利用者の秘密を守るという点で欠陥のあるニューアーク方式であるが、学校図書館においては教育的観点から有用であるとされ、採用されてきた。また、その他にも「貸出の指導や督促をするのに都合がよい」「貸出冊数制限の超過を監視しやすい」などの利点が語られることがある。
なお、利用者の秘密が侵害された事例として、兵庫県立神戸高等学校において、村上春樹の署名が記されている貸出カードが発見され、神戸新聞および神戸新聞NEXTに貸出カードの写真が掲載され報じられた。本件について、日本図書館協会図書館の自由委員会によって調査報告がまとめられている。

## フィクションにおけるニューアーク方式

### 『耳をすませば』
日本のスタジオジブリが制作したアニメーション映画『耳をすませば』（1995年公開、原作は1989年）は、東京都多摩市を舞台に、主人公の少女が市立図書館蔵書のブックカードに書き込まれた「ある一人の名前」を気に留めたことから物語が展開していく作品であり、本作品中に登場する図書館はニューアーク方式を採用していた。
日本図書館協会は『耳をすませば』上映当時時点および、作中における時代ではすでに使用されていなかった古い貸出方式での描写を行ったことを理由に抗議し、これを受けてDVD版ではテロップが挿入された。
なお、映画版『耳をすませば』の時代設定は1994年であることが作中でのカレンダーなどの描写からわかるが、その30年近く前の1967年末時点でもすでに、ニューアーク方式を導入していた東京都の公立図書館は60館中9館であり、また当時ニューアーク方式を導入していた図書館の多くは利用者名ではなく登録番号を記入させる方式を採っていた。
当初は重大なプライバシーに関する案件ではなく、実在の図書館名を挙げているわけでもなかったため、スタジオジブリ側への交渉の考えを示していなかったところ、理事懇談会が本件への対応を求めたことから、1995年5月25日に図書館の自由に関する調査委員会・関東地区小委員会らが改善に向けて働きかけることを決定した。
また、主人公の少女の父親は市立図書館の司書という設定であるが、父親が「わが館もついにバーコード化するんだよ」と話すシーンが「後付け」で追加された。図書館の自由に関する調査委員会・関東地区小委員会の山家篤夫は、この後付け設定を「言い訳」と評している。

### その他の事例
そのほか、実写映画『Love Letter』（1995年）、テレビドラマ『ビューティフルライフ』（2000年）でも、図書館でのニューアーク方式と思われる貸出方式が、物語上で重要な役割を果たしている。
音楽の歌詞では、DREAMS COME TRUEのアルバム『The Swinging Star』（1992年）の収録曲「眼鏡越しの空」に「図書館で借りた空の写真集　カードにつよくてきれいなあなたの名前がある」と、ニューアーク方式の導入を前提とした描写が見られる。

## 類似する貸出方式

### ツーカード方式

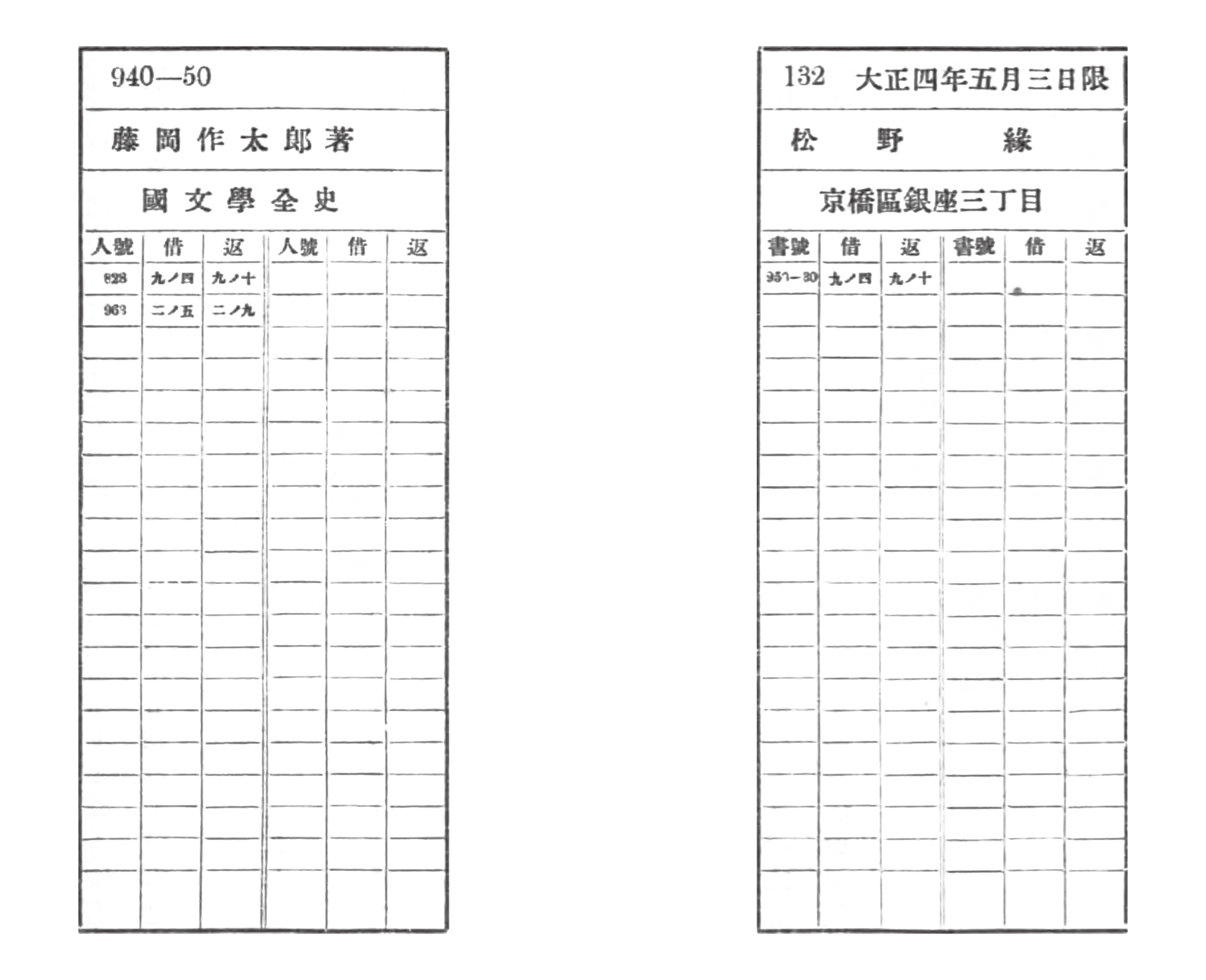
1915年発行の『図書館小識』に掲載されたブックカード（左）と個人カード（右）

ブックカードと個人カード（貸出券とは別のもの）の両方を使う方式は、しばしばニューアーク方式として紹介されるが、より正確にはツーカード方式と言うべきものである。日本には1911年発行の『図書館管理法』や1915年発行の『図書館小識（としょかんしょうしき）』で紹介される。
日本の学校図書館で採用されることがあり、学校図書館問題研究会の集まりでは、「個人カードの記入欄が埋まっていくのを楽しみにしている生徒が複数いる」との意見が寄せられた。また、個人カードを成績をつける際の参考にしたり、読書指導に使用する教員が存在するとの声もある。

### ゲイロード方式
利用者情報の記入を人間の代わりに機械が行う、ニューアーク方式の変形方式は、利用する機械の製造社名をとって、ゲイロード方式（英: Gaylord charging system）と呼ばれる。初めて貸出処理に機械を導入したゲイロード方式では、利用者・図書館員のどちらも利用者情報の記入という時間を消費する作業から解放されることとなり、記録された文字の可読性も上がった。1931年のLibrary Journal誌でゲイロードブラザーズ (Gaylord Brothers) による貸出機発明が取り上げられ、1950年から利用されるようになった。
一般に、利用者カードの登録番号が記される部分が金属板になっている貸出券が使用されるが、後発の機械では純プラスチック製の貸出券が使用できるようなモデルも存在した。プラスチック製のプレートを使用する機械では氏名を印字することができるが、金属板が用いられている貸出券を使用する場合は印字できる文字は番号のみで、督促などの際に利用者名簿を参照する必要があったのが欠点となった。また、機械のコストの問題も挙げられる。